# Doolittle (Texas)
Doolittle és una concentració de població designada pel cens dels Estats Units a l'estat de Texas. Segons el cens del 2000 tenia 2.358 habitants.

## Demografia
Segons el cens del 2000, Doolittle tenia 2.358 habitants, 543 habitatges, i 508 famílies. La densitat de població era de 213,7 habitants per km².
Dels 543 habitatges en un 68,5% hi vivien nens de menys de 18 anys, en un 76,1% hi vivien parelles casades, en un 13,3% dones solteres, i en un 6,4% no eren unitats familiars. En el 5% dels habitatges hi vivien persones soles el 2,4% de les quals corresponia a persones de 65 anys o més que vivien soles. El nombre mitjà de persones vivint en cada habitatge era de 4,34 i el nombre mitjà de persones que vivien en cada família era de 4,5.
Per edats la població es repartia de la següent manera: un 43,3% tenia menys de 18 anys, un 12% entre 18 i 24, un 28,4% entre 25 i 44, un 13,2% de 45 a 60 i un 3,1% 65 anys o més.
L'edat mediana era de 22 anys. Per cada 100 dones de 18 o més anys hi havia 96,2 homes.
La renda mediana per habitatge era de 23.403 $ i la renda mediana per família de 24.792 $. Els homes tenien una renda mediana de 15.469 $ mentre que les dones 14.853 $. La renda per capita de la població era de 6.349 $. Aproximadament el 35,9% de les famílies i el 41,1% de la població estaven per davall del llindar de pobresa.

## Poblacions més properes
El següent diagrama mostra les poblacions més properes.